# Augusto Magli
Augusto Magli (né le 9 mars 1923 à Molinella, près de Bologne et mort le 1er novembre 1998) était un joueur de football italien.